# Hipismo nos Jogos Pan-Americanos de 2011
O hipismo nos Jogos Pan-Americanos de 2011 foi realizado em Guadalajara, no México, entre 16 e 29 de outubro. Foram disputadas seis provas: adestramento e salto individual e por equipe no Guadalajara Country Club e concurso completo de equitação (CCE) individual e por equipe no Club Hípica e no Santa Sofía Golf Club. Todas as provas foram abertas para homens e mulheres com os conjuntos mais bem colocados assegurando vagas para os Jogos Olímpicos de 2012 em Londres.

## Calendário
| Outubro | 13 | 14 | 15 | 16 | 17 | 18 | 19 | 20 | 21 | 22 | 23 | 24 | 25 | 26 | 27 | 28 | 29 | 30 |
| ------- | -- | -- | -- | -- | -- | -- | -- | -- | -- | -- | -- | -- | -- | -- | -- | -- | -- | -- |
| Hipismo |    |    |    | 1  |    |    | 1  |    |    |    | 2  |    |    |    | 1  |    | 1  |    |

|  | Dia de competição |  | Dia de final |

## Países participantes
Abaixo, a quantidade de atletas enviados por cada país, de acordo com o evento.
| CON                      | Individual   | Individual | Individual | Equipe       | Equipe | Equipe | Total |
| CON                      | Adestramento | CCE        | Saltos     | Adestramento | CCE    | Saltos | Total |
| ------------------------ | ------------ | ---------- | ---------- | ------------ | ------ | ------ | ----- |
| ARG Argentina            | 1            | 5          | 4          |              | X      | X      | 10    |
| BER Bermudas             |              |            | 2          |              |        |        | 2     |
| BRA Brasil               | 4            | 3          | 3          | X            | X      | X      | 12    |
| CAN Canadá               | 4            | 5          | 4          | X            | X      | X      | 13    |
| CAY Ilhas Cayman         | 1            |            |            |              |        |        | 1     |
| CHI Chile                | 4            | 5          | 4          | X            | X      | X      | 13    |
| COL Colômbia             | 4            | 5          | 4          | X            | X      | X      | 13    |
| CRC Costa Rica           | 4            |            |            | X            |        |        | 4     |
| DOM República Dominicana | 3            |            |            | X            |        |        | 3     |
| ECU Equador              | 4            | 3          | 4          | X            | X      | X      | 11    |
| ESA El Salvador          |              | 1          | 2          |              |        |        | 3     |
| GUA Guatemala            | 4            | 5          | 4          | X            | X      | X      | 12    |
| HON Honduras             | 1            |            |            |              |        |        | 1     |
| MEX México               | 4            | 5          | 4          | X            | X      | X      | 13    |
| PAN Panamá               |              |            | 1          |              |        |        | 1     |
| PER Peru                 |              |            | 4          |              |        | X      | 4     |
| PUR Porto Rico           | 3            | 1          | 3          | X            |        | X      | 7     |
| URU Uruguai              |              | 2          | 4          |              |        | X      | 5     |
| USA Estados Unidos       | 4            | 5          | 4          | X            | X      | X      | 13    |
| VEN Venezuela            | 4            | 4          | 4          | X            | X      | X      | 12    |
| Total: 20 CONs           | 49           | 49         | 55         | 12           | 10     | 13     | 152   |

## Medalhistas
| Evento                            | Ouro | Prata | Bronze |
| --------------------------------- | --- | --- | --- |
| Adestramento individual detalhes  | Steffen Peters (Weltino's Magic) USA Estados Unidos | Heather Blitz (Paragon) USA Estados Unidos | Marisa Festerling (Big Tyme) USA Estados Unidos |
| Adestramento por equipes detalhes | Heather Blitz (Weltino's Magic) Marisa Festerling (Big Tyme) Cesar Alberto Parra (Grandioso) Steffen Peters (Paragon) USA Estados Unidos                                         | Roberta Byng-Morris (Reiki Thyne) Tom Dvorak (Viva's Salieri W) Tina Irwin (Winston) Crystal Kroetch (Lymrix) CAN Canadá                                         | Marco Bernal (Farewell) María Inés García (Beckam) Constanza Jaramillo (Wakana) Juan Mauricio Sánchez (First Fisherman) COL Colômbia                               |
| CCE individual detalhes           | Jessica Phoenix (Pavarotti) CAN Canadá | Hannah Burnett (Harbour Pilot) USA Estados Unidos | Bruce Davidson, Jr (Foxwood High) USA Estados Unidos |
| CCE por equipes detalhes          | Hannah Burnett (Harbour Pilot) Bruce Davidson, Jr (Foxwood High) Shannon Lilley (Ballingowan Pizazz) Jack Pollard (Schoensgreen Hanni) Lynn Symansky (Donner) USA Estados Unidos | James Atkinson (Gustav) Hawley Bennett (Five O'Clock Somewhere) Jessica Phoenix (Pavarotti) Rebecca Howard (Roquefort) Selena O'Hanlon (Foxwood High) CAN Canadá | Jesper Martendal (Laid Jimmy) Marcelo Tosi (Eleda All Black) Serguei Fofanoff (Barbara TW) Ruy Fonseca (Tom Bombadill Too) Marcio Jorge (Josephine MCJ) BRA Brasil |
| Saltos individual detalhes        | Cristine McCrea (Romantovich Take One) USA Estados Unidos | Elisabeth Madden (Coral Reef Via Volo) USA Estados Unidos | Bernardo Alves (Bridgit) BRA Brasil |
| Saltos por equipes detalhes       | Kent Farrington (Uceko) Elisabeth Madden (Coral Reef Via Volo) Cristine McCrea (Romantovich Take One) McLain Ward (Antares F) USA Estados Unidos                                 | Bernardo Alves (Bridgit) Karina Johannpeter (SRF Dragonfly de Joter) Álvaro de Miranda Neto (AD Norson) Rodrigo Pessoa (HH Ashley) BRA Brasil                    | Enrique González (Criptonite) Antonio Maurer (Callao) Alberto Michán (Rosalía la Silla) Daniel Michán (Ragna T) MEX México                                         |

## Quadro de medalhas
| Ordem | País               | Medalha de ouro | Medalha de prata | Medalha de bronze |    |
| ----- | ------------------ | --------------- | ---------------- | ----------------- | -- |
| 1     | USA Estados Unidos | 5               | 3                | 2                 | 10 |
| 2     | CAN Canadá         | 1               | 2                |                   | 3  |
| 3     | BRA Brasil         |                 | 1                | 2                 | 3  |
| 4     | COL Colômbia       |                 |                  | 1                 | 1  |
|       | MEX México         |                 |                  | 1                 | 1  |
| TOTAL | TOTAL              | 6               | 6                | 6                 | 18 |